# Sant Pere de Vilopriu
Sant Pere de Vilopriu és un edifici religiós del municipi de Vilopriu (Baix Empordà) inclòs en l'Inventari del Patrimoni Arquitectònic de Catalunya.

## Descripció

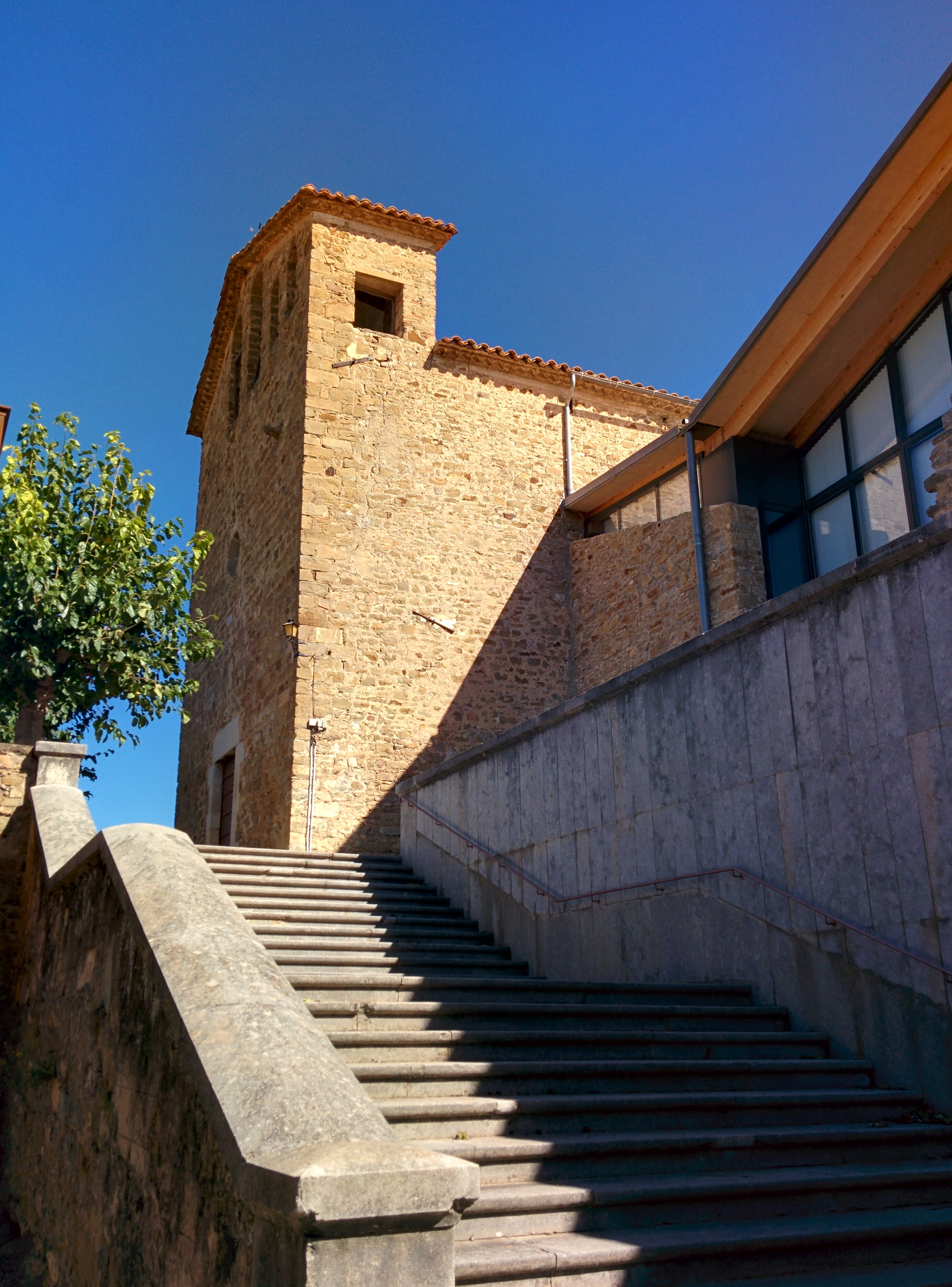

L'església parroquial de Sant Pere es troba a la part més alta de Vilopriu, formant un conjunt amb el castell i la muralla. És un edifici de planta rectangular, amb absis pla amb cantoneres arrodonides i coberta de teula a dues vessants. L'exterior del temple és d'una gran sobrietat. La porta d'accés, precedida per quatre graons, és rectangular i subsisteix una d'anterior, d'arc de mig punt. Al centre de la façana hi ha una obertura circular, i una mica més amunt es troben els dos únics elements decoratius exteriors esculpits: dues gàrgoles situades prop dels dos angles de façana. Aquesta es corona amb un campanar d'espadanya amb quatre obertures d'arc de mig punt. L'interior es cobreix amb volta de creueria.

## Història
L'església de Vilopriu és esmentada ja en els segles xiii i xiv. L'edifici actual, però, tot i conservar part dels murs dels segles XIV-XV, presenta una estructura fonamentalment dels segles XVII-XVIII.